# Якуб-Кемаль, Якуб Меметович
Якуб Меметович Якуб-Кемаль, Мамед Эфенди Якуб Кемаль (1887, Синапное — 19 сентября 1938, Казахская ССР) — русский, турецкий и советский тюрколог, арабист, историк, филолог, музейный работник крымскотатарского происхождения.

## Биография
Родился в 1887 году в деревне Улу-Сала (ныне Синапное) в Таврической губернии.
12 лет провел за границей, образование получил в Стамбуле и Бейруте. Изучал Коран, арабский язык и мусульманское право.
В 1913—1914 годах учился в спецклассах Лазаревского института восточных языков у А. Е. Крымского. В начале Первой мировой войны как турецкий подданный арестован и выслан в Тамбов.
С 1917 года в Крыму. В 1917—1920-е годы был казаскером Крыма, а после гибели муфтия Крыма Номана Челебиджихана занял его должность. С 1917 года являлся ректором реорганизованного медресе «Зинджирлы» в Бахчисарае.
Участник Первого Всесоюзного тюркологического съезда в Баку в 1926 году.
В 1926—1929 годах директор Восточного музея в Ялте. При нём была осуществлена реэкспозиция музея, в основе которой стала история и этнография крымских татар, а также народов Востока, имевших влияние на искусство полуострова. Якуб-Кемаль организовал многочисленные экспедиции в крымскотатарские деревни Крыма для сбора этнографического материала. В эти годы собрание музея существенно пополнилось образцами орнаментального ткачества, традиционной вышивки, медно-чеканной посуды, фотографиями. А также уникальными рукописными и старопечатными книгами, собранными в селах между Судаком и Алуштой.
В конце марта 1929 года был уволен с работы. Мотивировкой увольнения стало то, что он был «членом крымского правительства Курултая, как чуждый элемент».
Несмотря на увольнение с должности директора, в 1930 году было предпринято издание его книги «Тюрко-татарская рукопись XIV в. «Нехджу-ль-ферадис». Предисловие к монографии написал один из ведущих востоковедов СССР академик А. Н. Самойлович.
Автор монографии «Документальная история цехов в Крымском ханстве», набор которой в 1931 году по распоряжению властей был уничтожен.
Арестован 10 июля 1934 года, 5 декабря был осуждён по статье 58-6 и приговорен к 5 годам ИТЛВ в Прорвинском лагере НКВД.
Второй раз судим 8.09.1937 по статьям 58-8, 58-10, 58-11, приговорен к ВМН по делу «Идель-Урал». Приговор не был приведён в исполнение в связи с ходатайством о восстановлении его в турецком гражданстве.
В сентябре 1938 года дело по обвинению Я. М. Якуба Кемаля было прекращено в связи со смертью обвиняемого, наступившей 12 сентября 1938 года «вследствие остановки сердечной деятельности».

## Память
Именем Якуб Кемаля была названа улица в Симферополе.